# Margaret Mwanakatwe
Margaret Mhango Mwanakatwe là Bộ trưởng Tài chính của Zambia. Bà từng làm việc như một nữ doanh nhân, kế toán và giám đốc ngân hàng. Bà là giám đốc phát triển kinh doanh tại Anglophone Africa tại United Bank for Africa tại trụ sở chính của ngân hàng ở Lagos, Nigeria. Trong vai trò này, Bà giám sát phát triển kinh doanh ở Cameroon, Cộng hòa Dân chủ Congo, Ghana, Kenya, Liberia, Mozambique, Tanzania, Uganda và Zambia. Trước đó, Bà từng là giám đốc điều hành và giám đốc điều hành của United Bank cho Africa Uganda Limited từ tháng 3 năm 2009 đến tháng 5 năm 2011.

## Tổng quan
Mwanakatwe là một chuyên gia điều hành kinh doanh và ngân hàng, với một sự nghiệp chuyên nghiệp kéo dài hơn hai mươi năm. Bà đã từng là giám đốc điều hành ngân hàng tại Zambia, Ghana, Uganda và là giám đốc điều hành cấp cao của ngân hàng United States for Africa (UBA) tại Nigeria.

## Bối cảnh và giáo dục
Bà sinh ra ở Zambia vào ngày 1 tháng 11 năm 1961. Bà có bằng Cử nhân Quản trị Kinh doanh. Bà cũng là một Kế toán viên được chứng nhận, được Hiệp hội Kế toán Công chứng Luân Đôn công nhận.

## Sự nghiệp
Sau khi học cả ở Zambia và nước ngoài, bà đã làm việc tại Ngân hàng Barclays của Zambia. Bà đã đi lên đến vị trí giám đốc điều hành và là nữ giám đốc đầu tiên người Zambia và nữ giám đốc đầu tiên tại Ngân hàng Barclays của Zambia. Bà cũng là giám đốc điều hành đầu tiên của tất cả các công ty con của Ngân hàng Barclays tại thời điểm đó. Năm 2004, được bổ nhiệm làm giám đốc điều hành và giám đốc điều hành tại Ngân hàng Barclays của Ghana, phục vụ trong khả năng đó cho đến năm 2009.
Năm 2009, Mwanakatwe rời Ngân hàng Barclays và gia nhập UBA với tư cách là giám đốc điều hành và giám đốc điều hành tại United Bank cho Africa Uganda Limited (UBA Uganda). Trong cùng một khung thời gian, Mwanakatwe là giám đốc kinh doanh khu vực cho miền nam châu Phi cho UBA. Năm 2011, bà rời UBA Uganda và chuyển đến trụ sở của UBA ở Lagos, Nigeria với tư cách là giám đốc phát triển kinh doanh ở khu vực châu Phi nói tiếng Anh.